# Cerro Bellavista

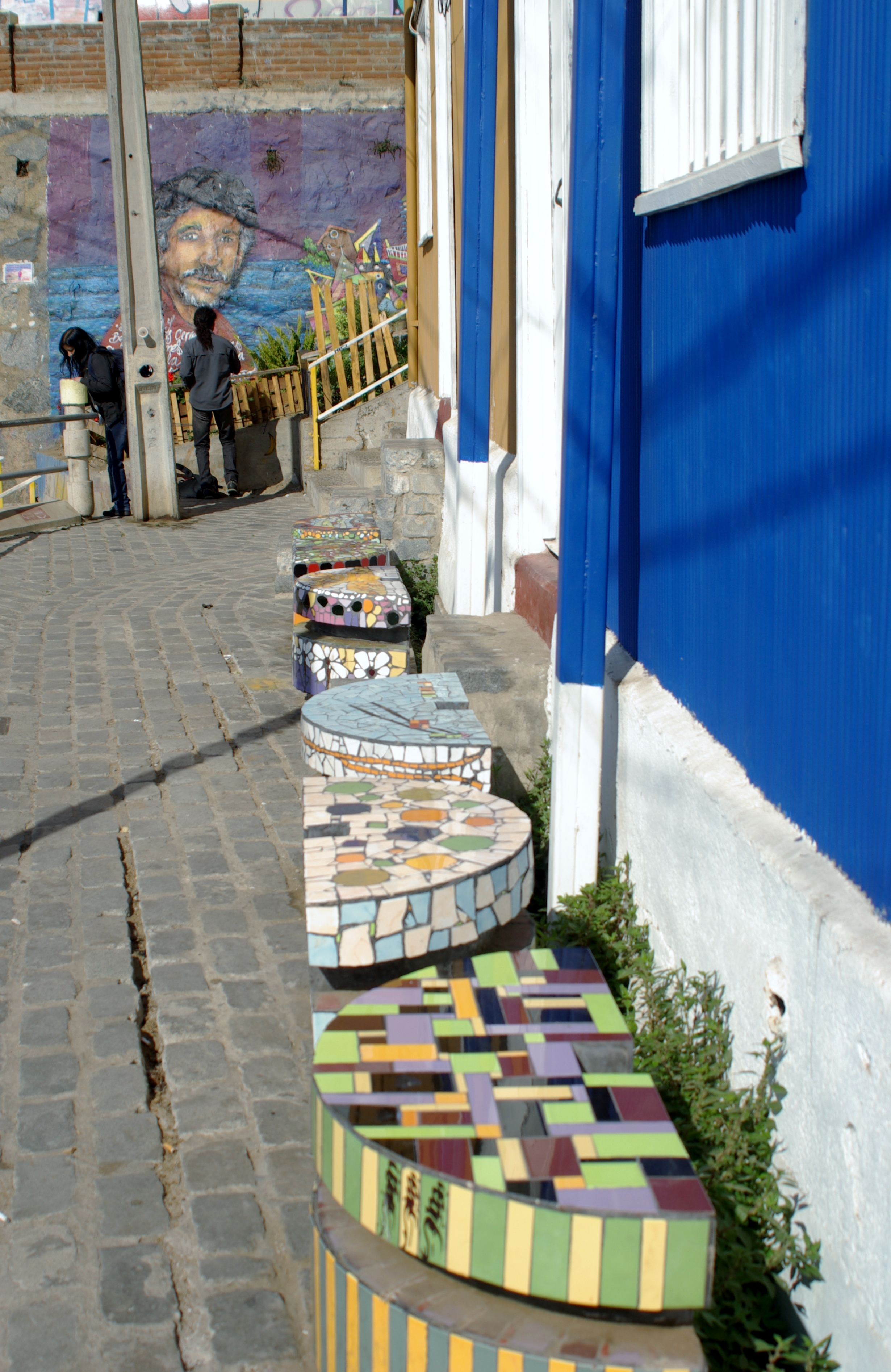
Pasaje Guimera

El cerro Bellavista es uno de los más de 40 que tiene Valparaíso, el principal puerto de Chile. Su nombre se debe precisamente a las hermosas vistas de la bahía que se abren desde él.

## Características

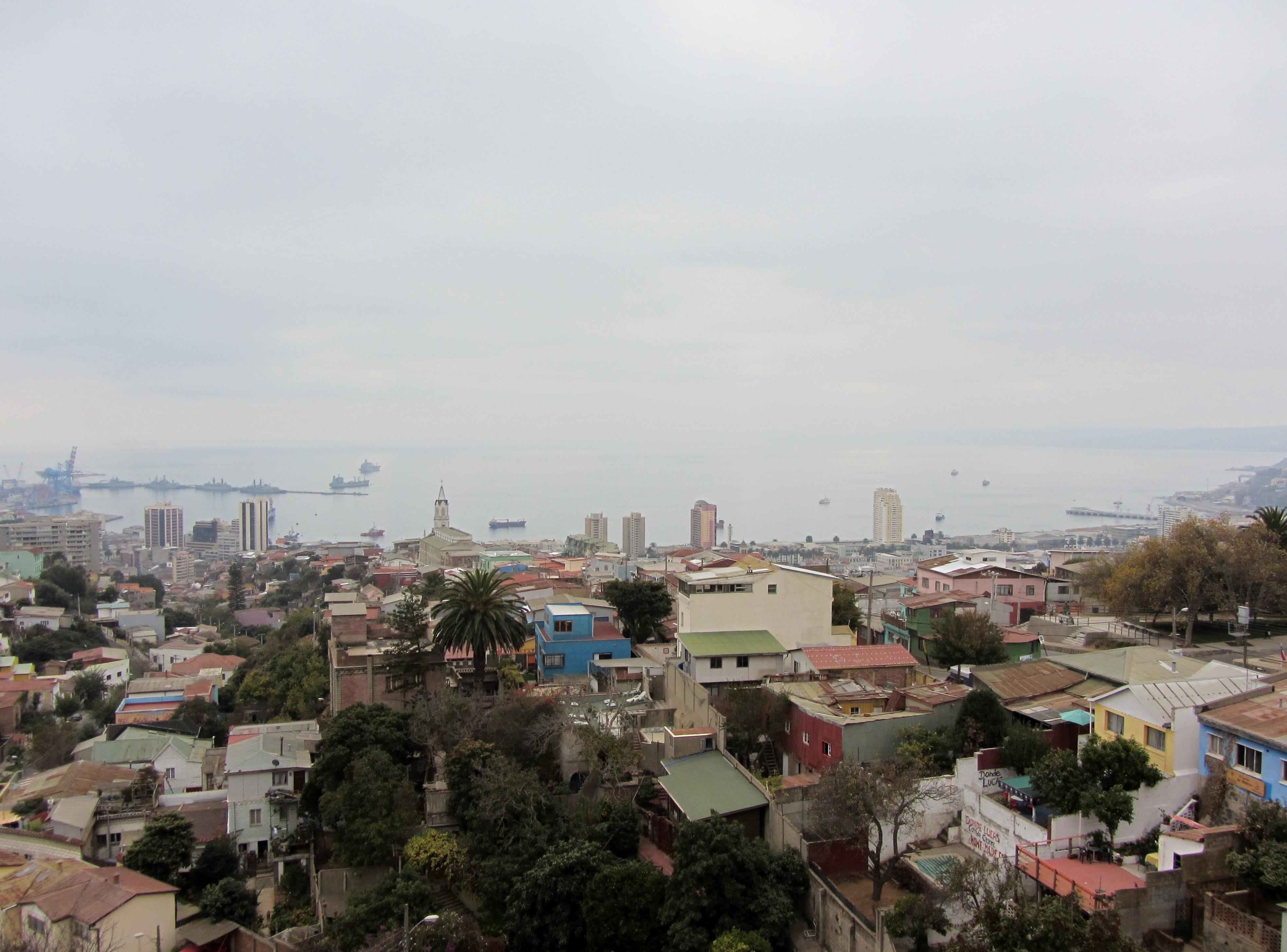
Vista desde lo alto

Situado en el sector central de la cadena de cerros porteños, debe su nombre a la maravillosa vista que desde él se tiene de la bahía de Valparaíso. El gran mirador que tenía desapareció debido a las edificaciones que se levantaron. Pero se abren estupendas vistas desde el pasaje Guimera o desde La Sebastiana. El cerro Bellavista está limitado por dos quebradas, que fueron convertidas en calles por las que se puede acceder a él. La antigua quebrada del Circo es hoy la calle (o subida) Ricardo Ferrari —Ferrari en su forma abreviada y Ricardo H. de Ferrari en su forma completa oficial—, bautizada así en honor a la labor hecha por el regidor del mismo nombre en bien de Valparaíso. La quebrada de Yerbas Buenas se ha transformado en la calle homónima y recuerda la batalla librada el 25 de abril de 1813 durante la guerra por la Independencia. También se puede subir al Bellavista desde la calle Aldunate hasta la Rudolph por el ascensor Espíritu Santo o acceder por las escaleras Santa Margarita y Pasteur (212 peldaños).

## Lugares de interés
El cerro Bellavista fue el elegido para crear el Museo a Cielo Abierto de Valparaíso, que cuenta con 20 murales de reconocidos artistas distribuidos en la subida Ferrari, calle Rudolph, paseo Guimera y escaleras Pasteur. En el recorrido, entre las pinturas de los famosos, los grafiteros han dibujado otros que no formaban parte del proyecto original. 

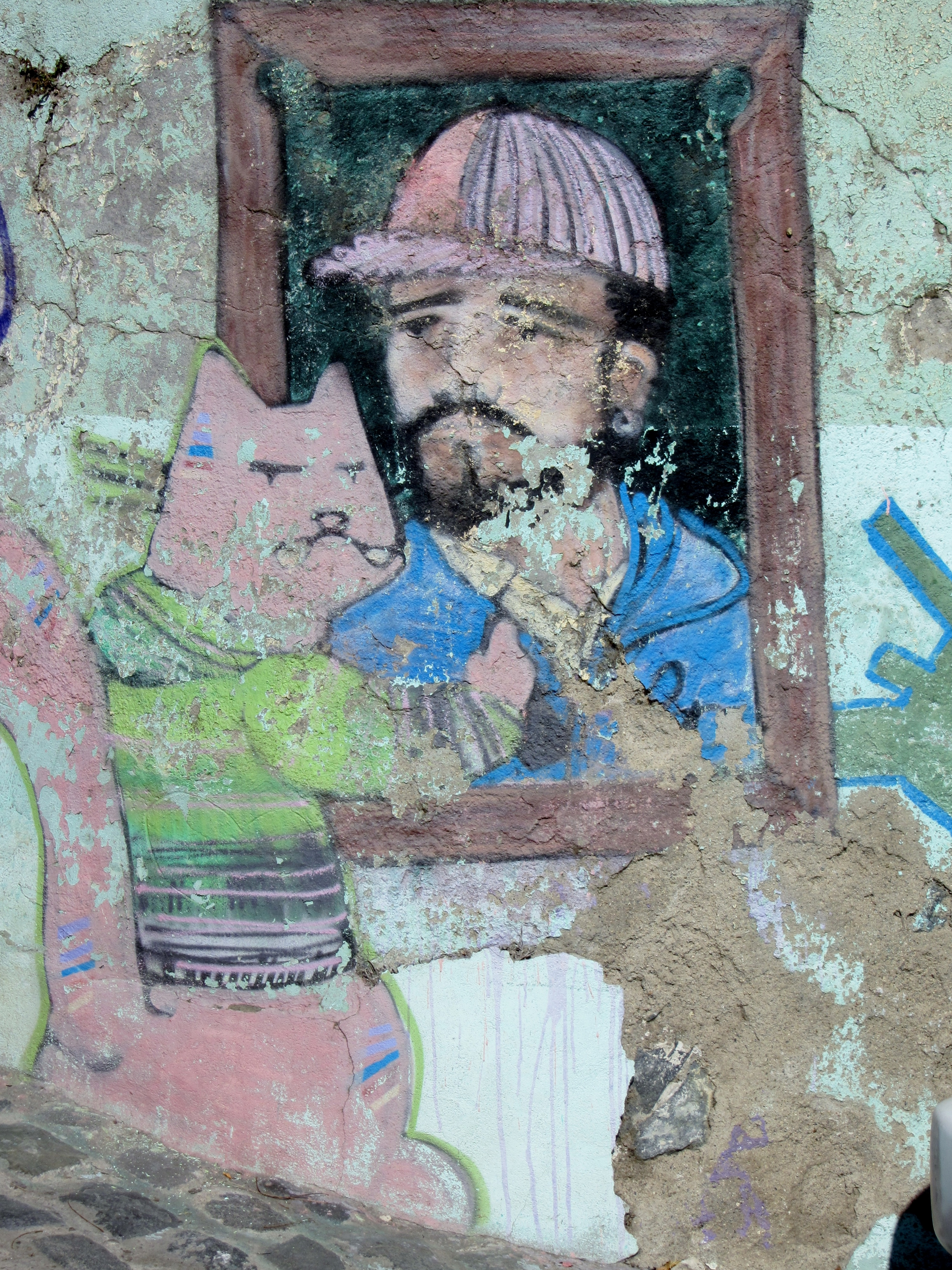
Autorretrato del grafitero Charquipunk (Sebastián Navarro)

El ascensor Espíritu Santo, uno de los 16 del puerto, conecta el plan de la ciudad, en Aldunate, con la calle Rudolph, por lo que es una de las formas de acceder al citado Museo a Cielo Abierto. Inaugurado en 1911, fue declarado monumento histórico en 1998.
Otros atractivos del cerro son la parroquia Nuestra Señora del Carmen o iglesia de los Carmelitas, construida en 1931, el Teatro Mauri, terminado en 1952; Villa Hispania o el Castillo, en calle Héctor Calvo 850 —obra de 1937 del arquitecto Sebastián Collado, el mismo de La Sebastiana—, convertido en un hotel boutique; o la casona de 1925 en el pasaje Temuco. 
En la calle Héctor Calvo 729 se encuentra el Museo Organológico, con más de 600 instrumentos étnicos, colección recolectada por Fernando Ramírez Escare; en la misma vía, número 205, tiene su sede la Fundación Valparaíso en una casa de arquitectura porteña típica de fines del siglo XIX.
Desde el Bellavista extiende sus brazos el Cristo Redentor, inaugurado en 1904 y llamado a proteger al puerto. Este conjunto escultórico es atribuido a Eduardo Provasoli, el famoso arquitecto de origen italiano que diseñó una serie de iglesias a lo largo de Chile. 
La Sebastiana, la famosa casa del poeta Pablo Neruda, se encuentra asimismo en la subida Ferrari, por lo que se la incluye entre los atractivos del Bellavista, pero está en lo alto de la calle en lo que estrictamente hablando ya es el cerro Florida. En el límite de estos dos cerros, a una cuadra de la casa de Neruda, se encuentra la llamada plaza de los Poetas (conocida también como plaza Neruda; su nombre oficial es plaza Mena), con estatuas de este vate, de Gabriela Mistral y de Vicente Huidobro, realizadas por la escultora Lucy Lafuente.

## Galería
Para los murales que forman parte oficial del Museo a Cielo Abierto, vea la página correspondiente; aquí, los 'no oficiales'

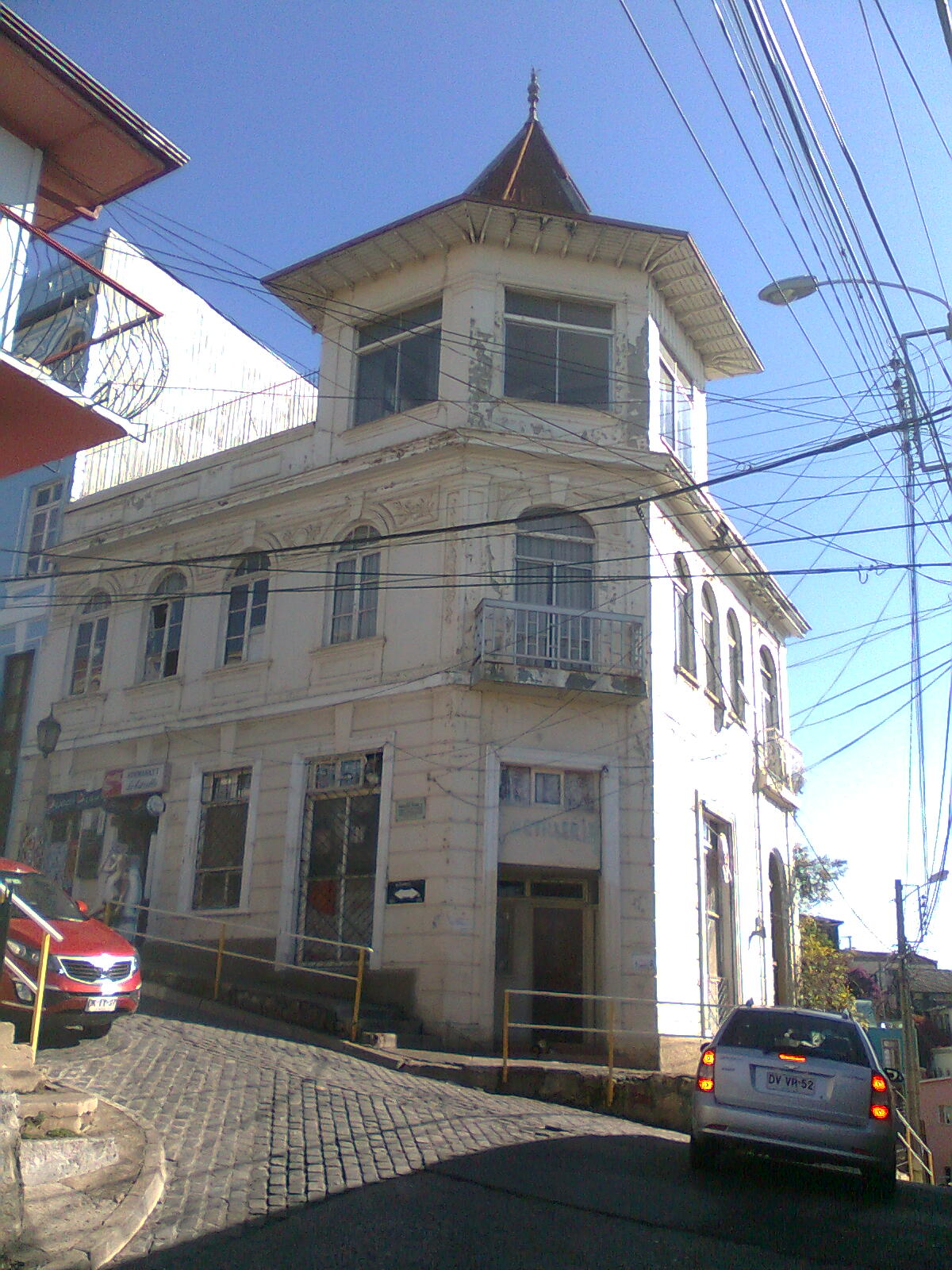
Casona
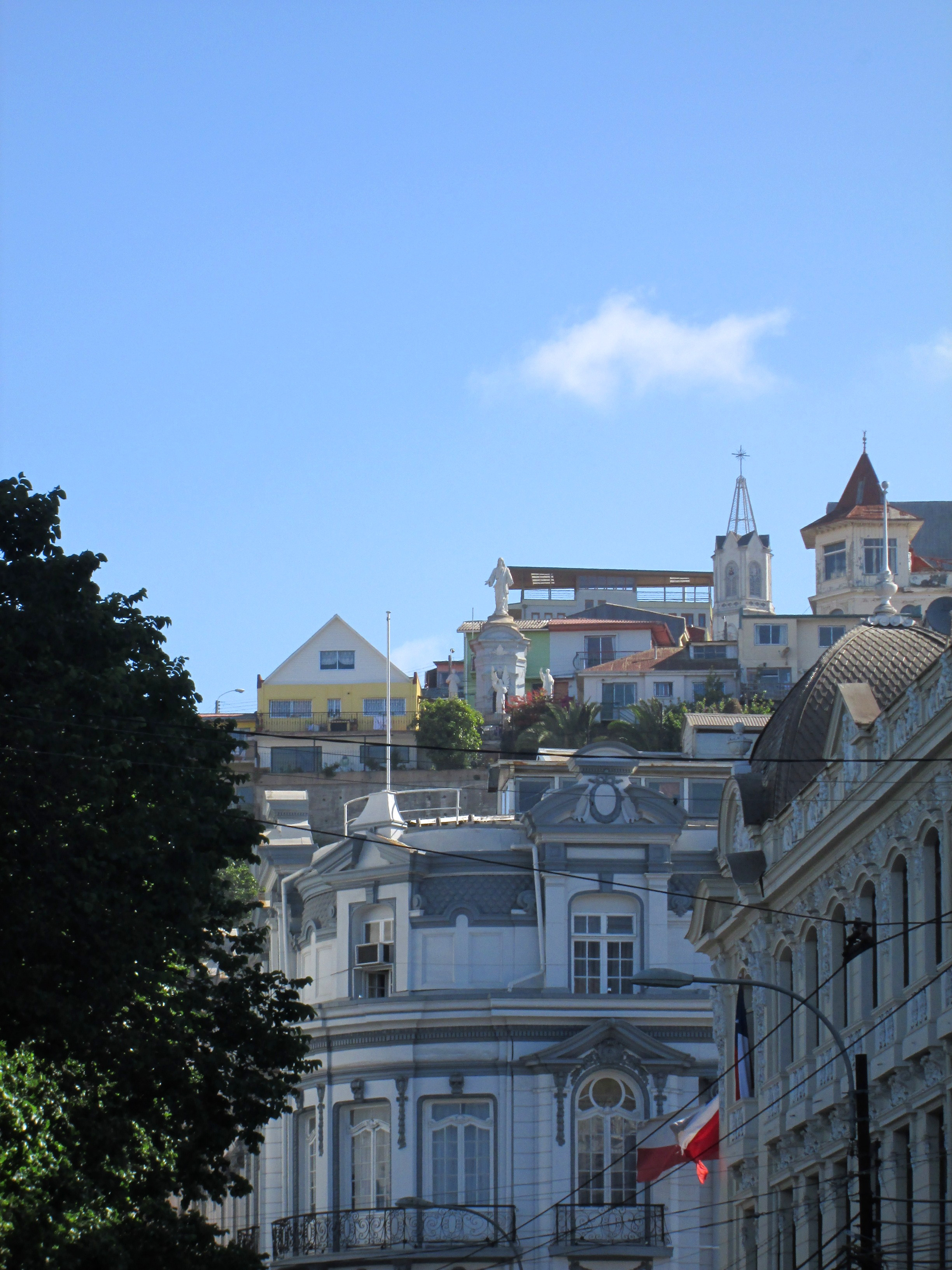
Vista desde plaza Victoria
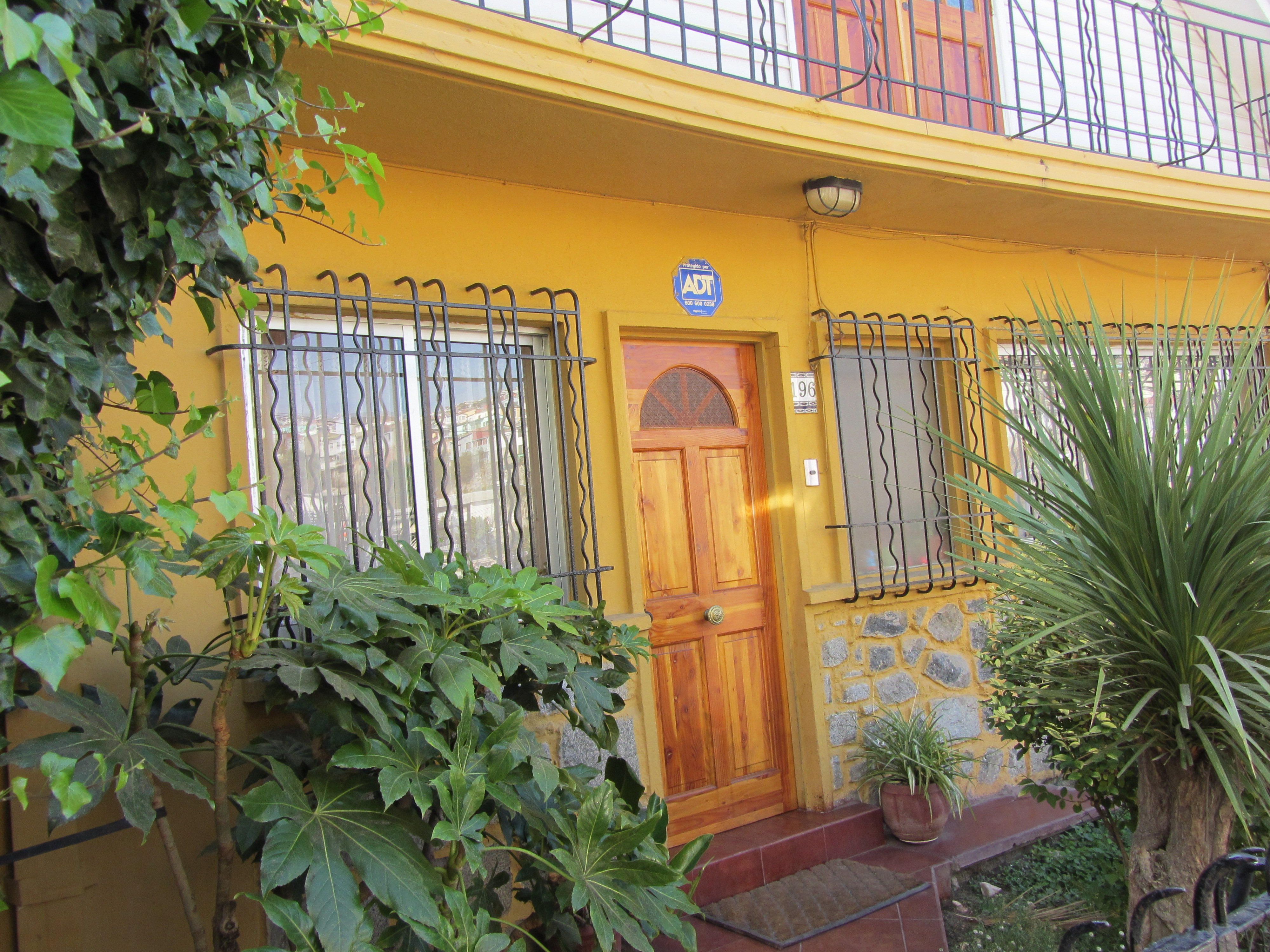
Casa en Rudolph
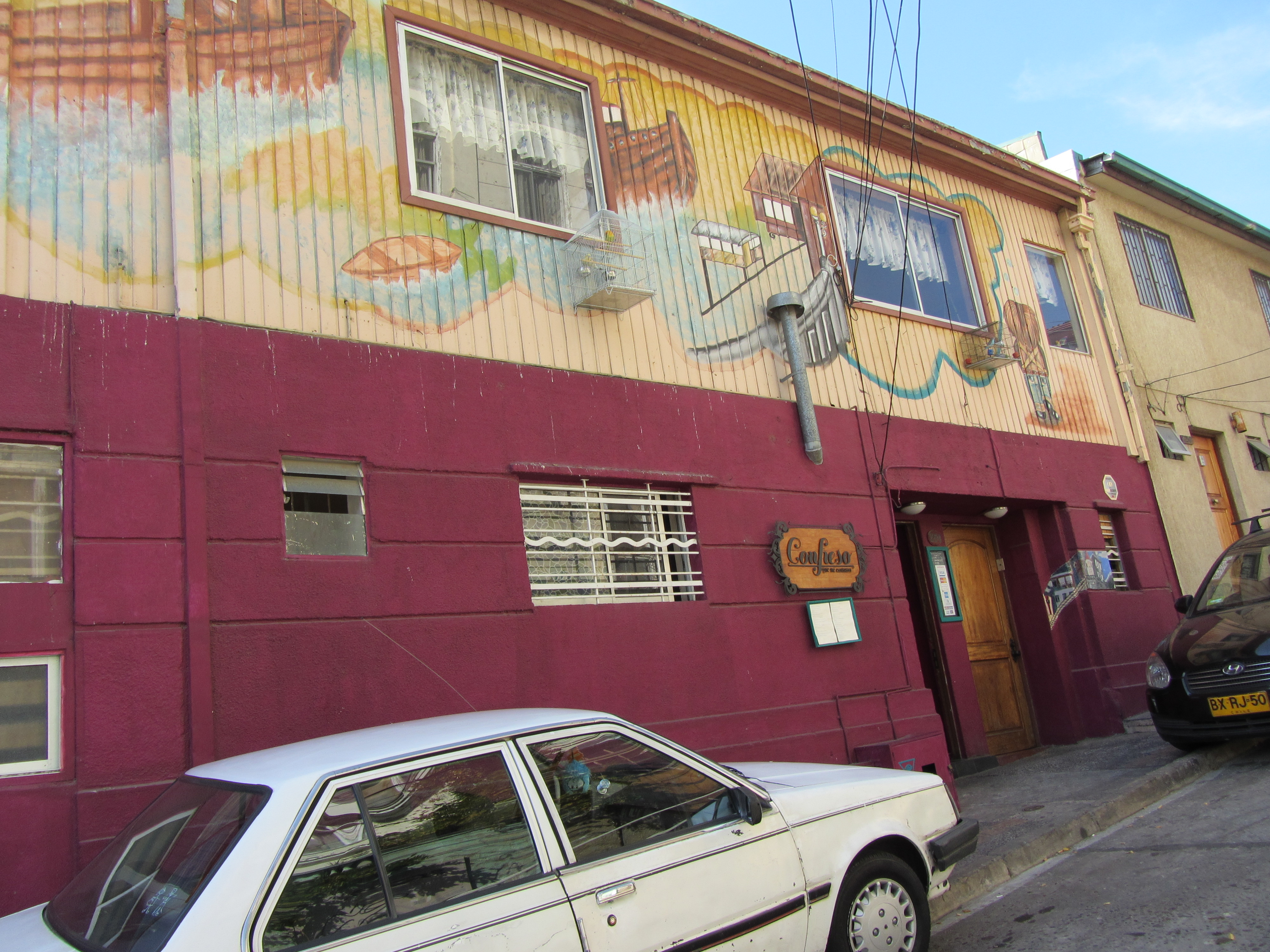
Confieso que he comido
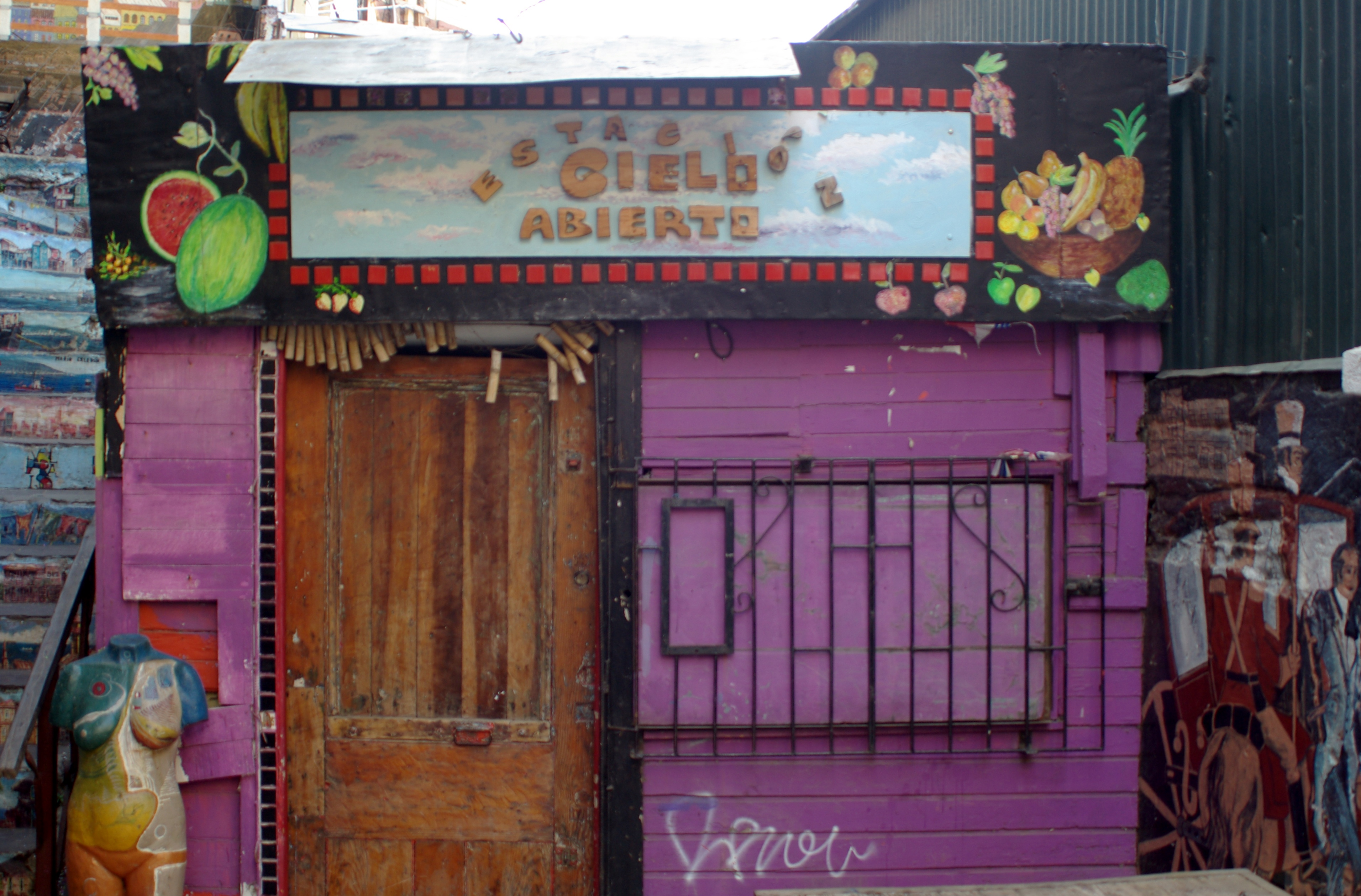
Tienda en Ferrari
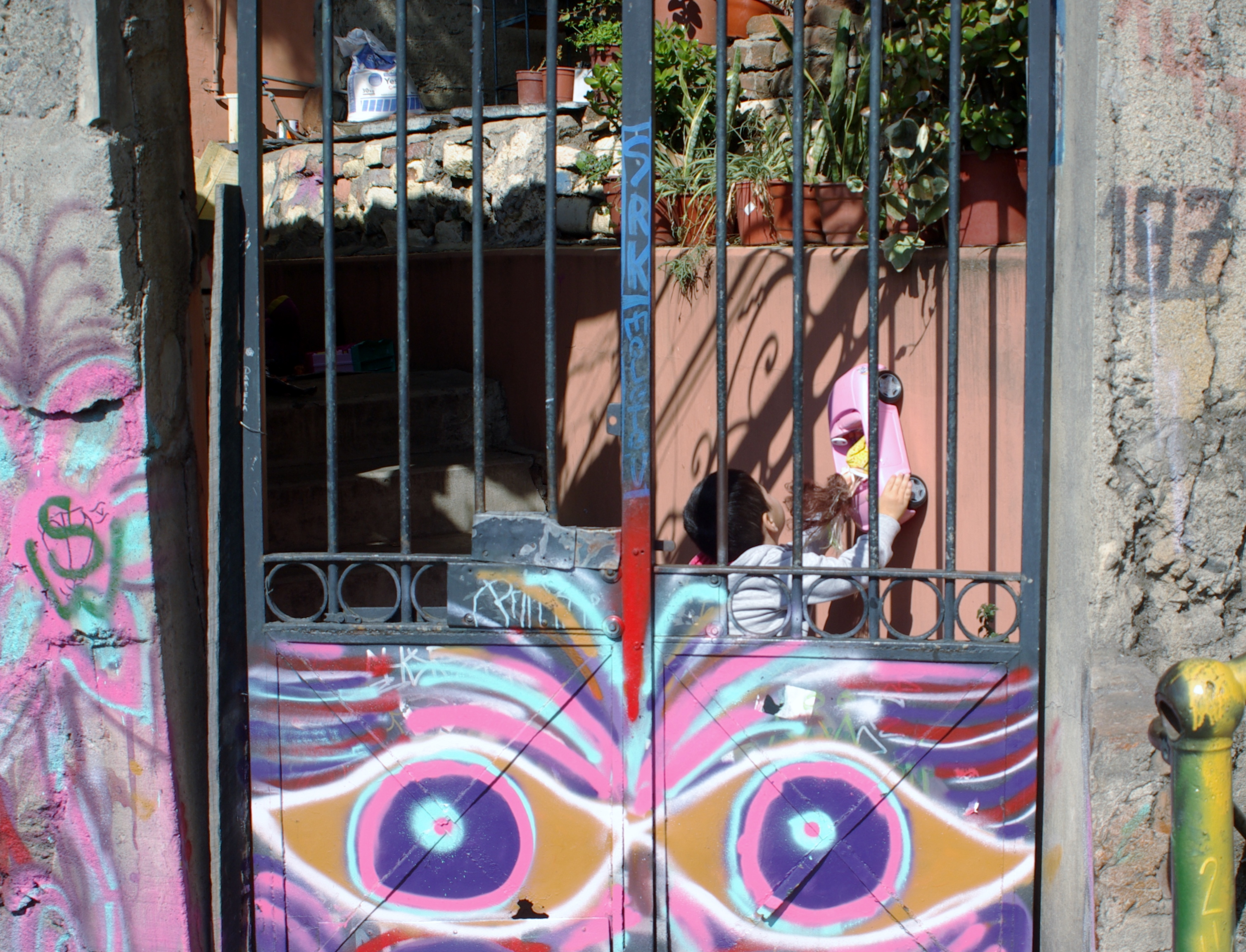
Portón de rejas
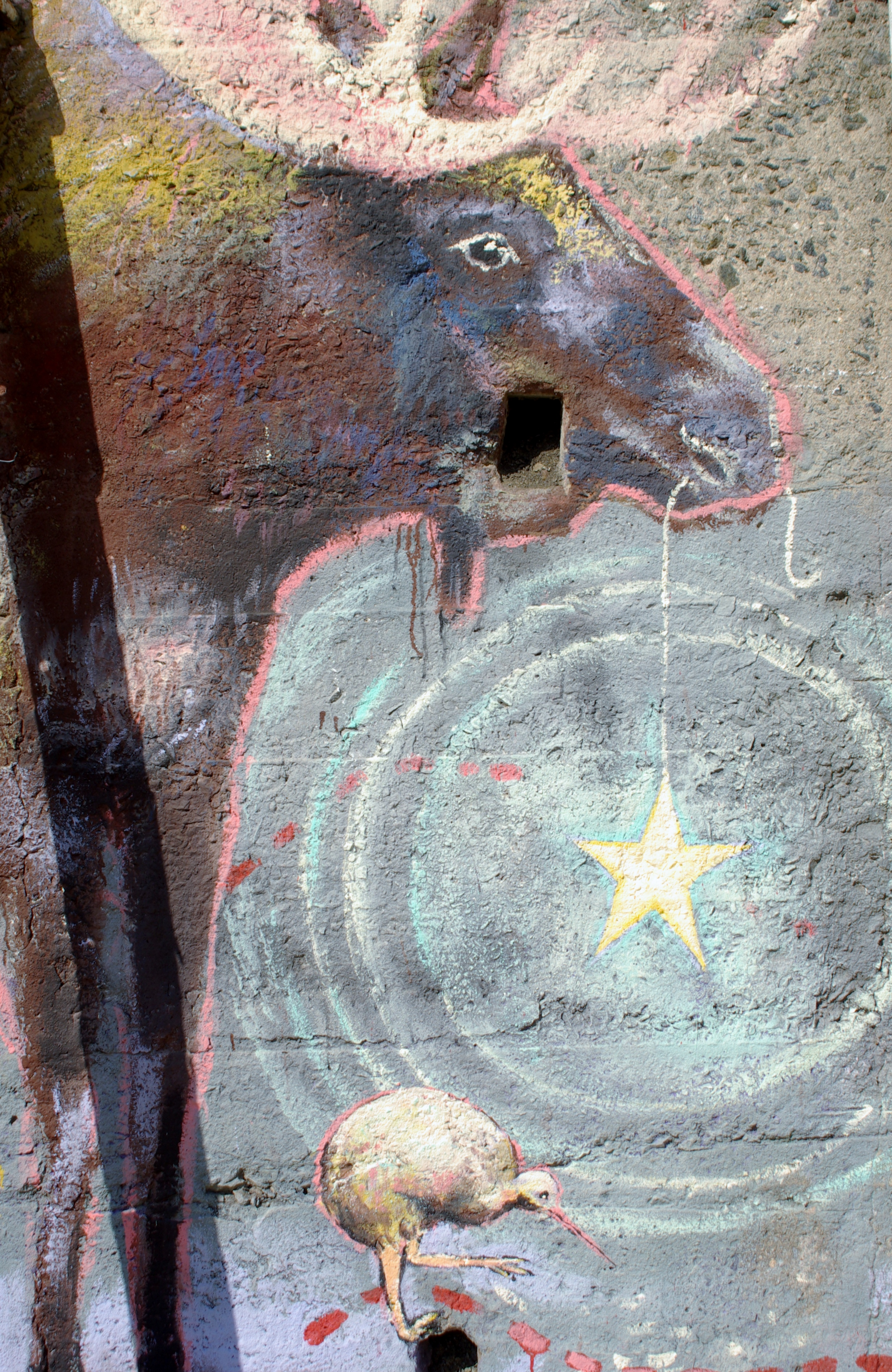
Mural con alce
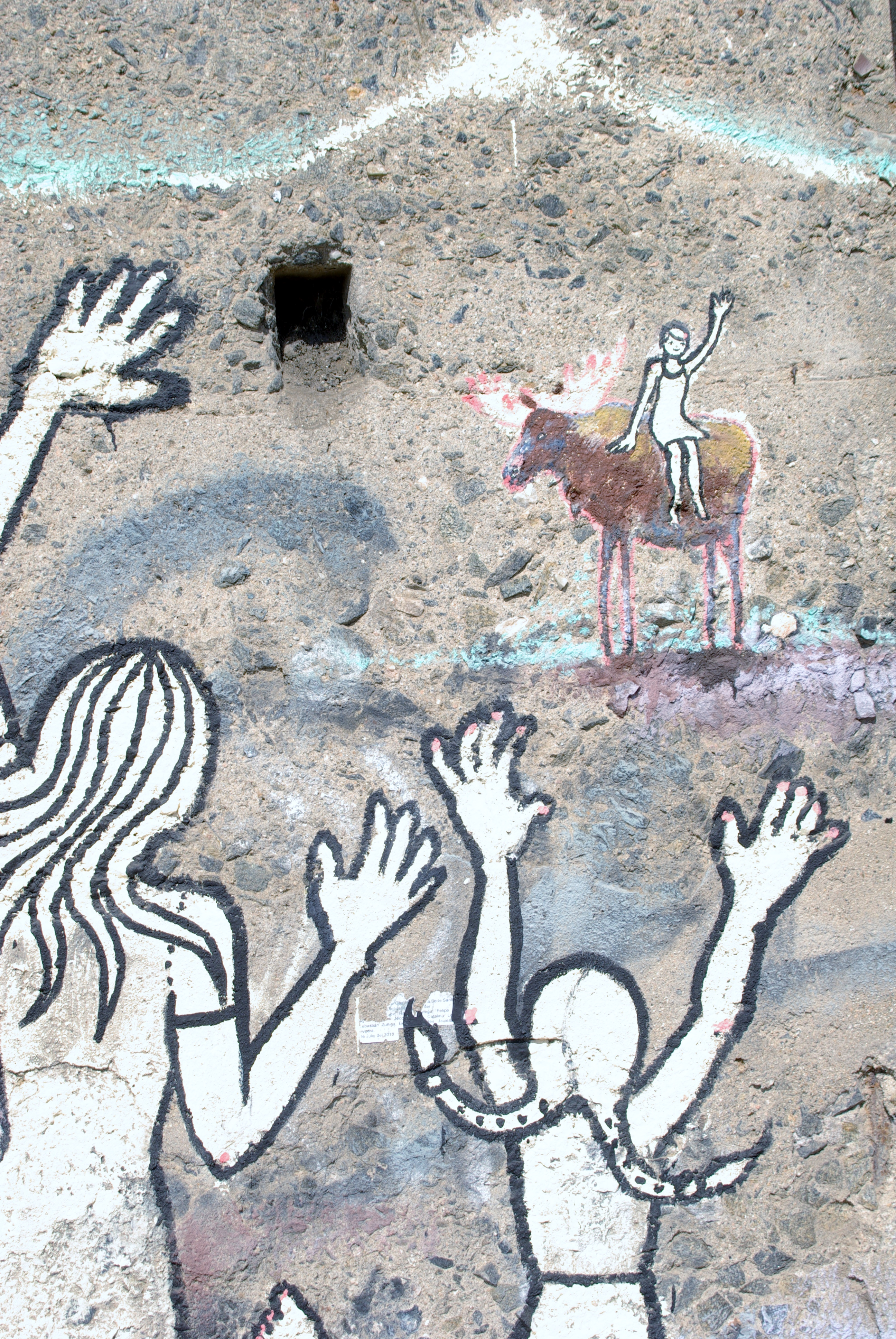
Mural con niñas
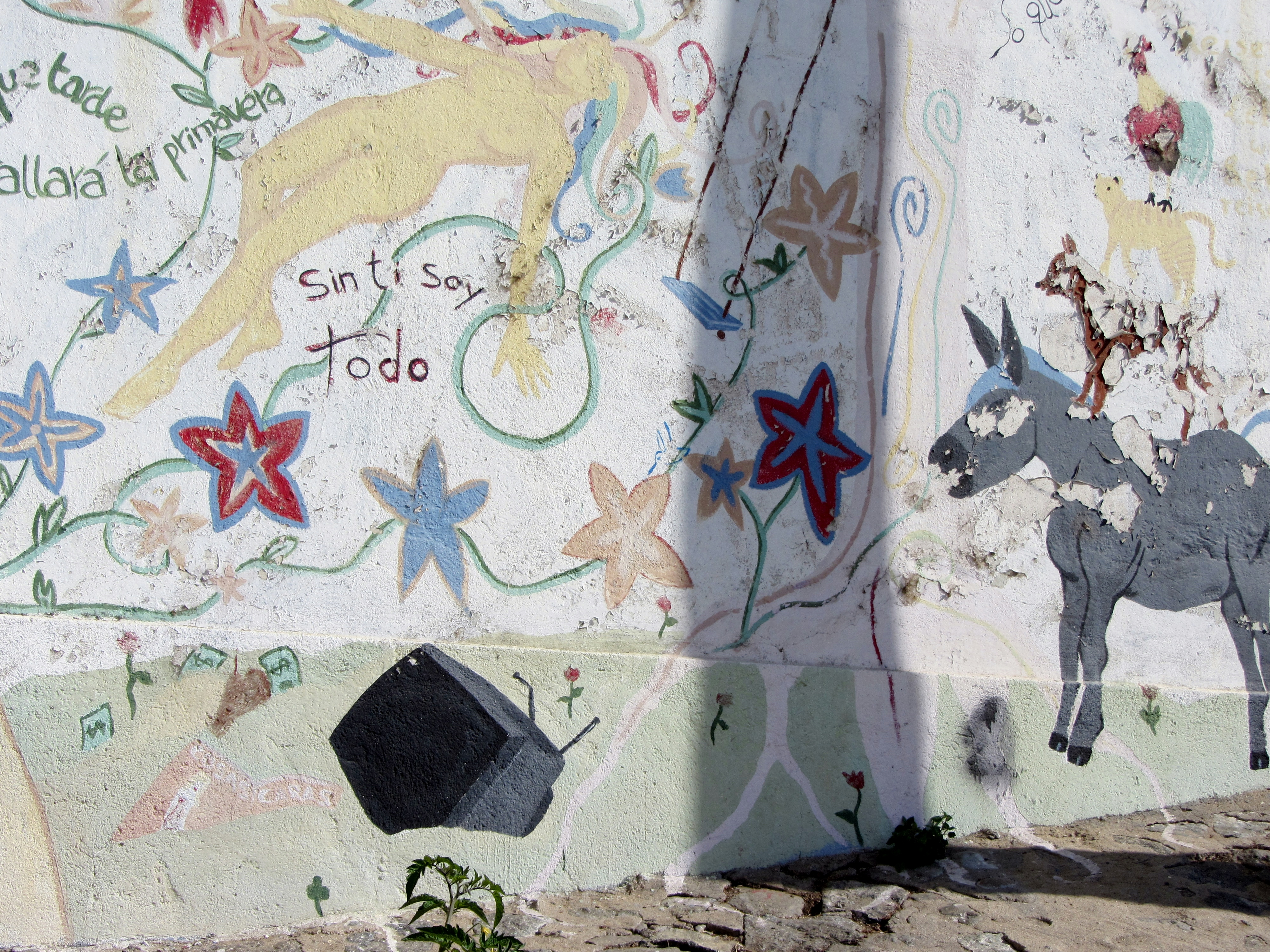
Mural con burro
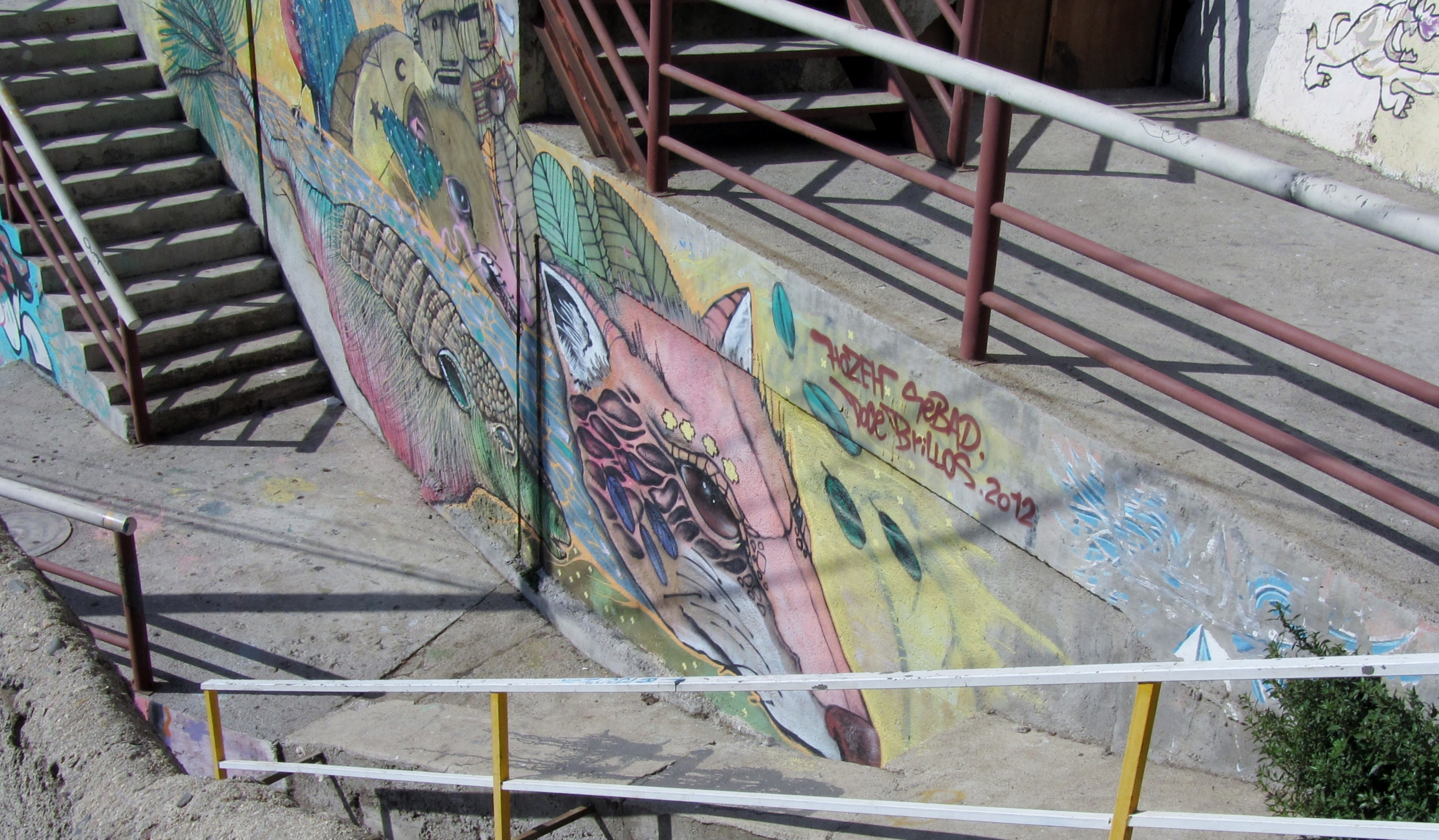
Mural de Hozeh, Sebad y Doce Brillos
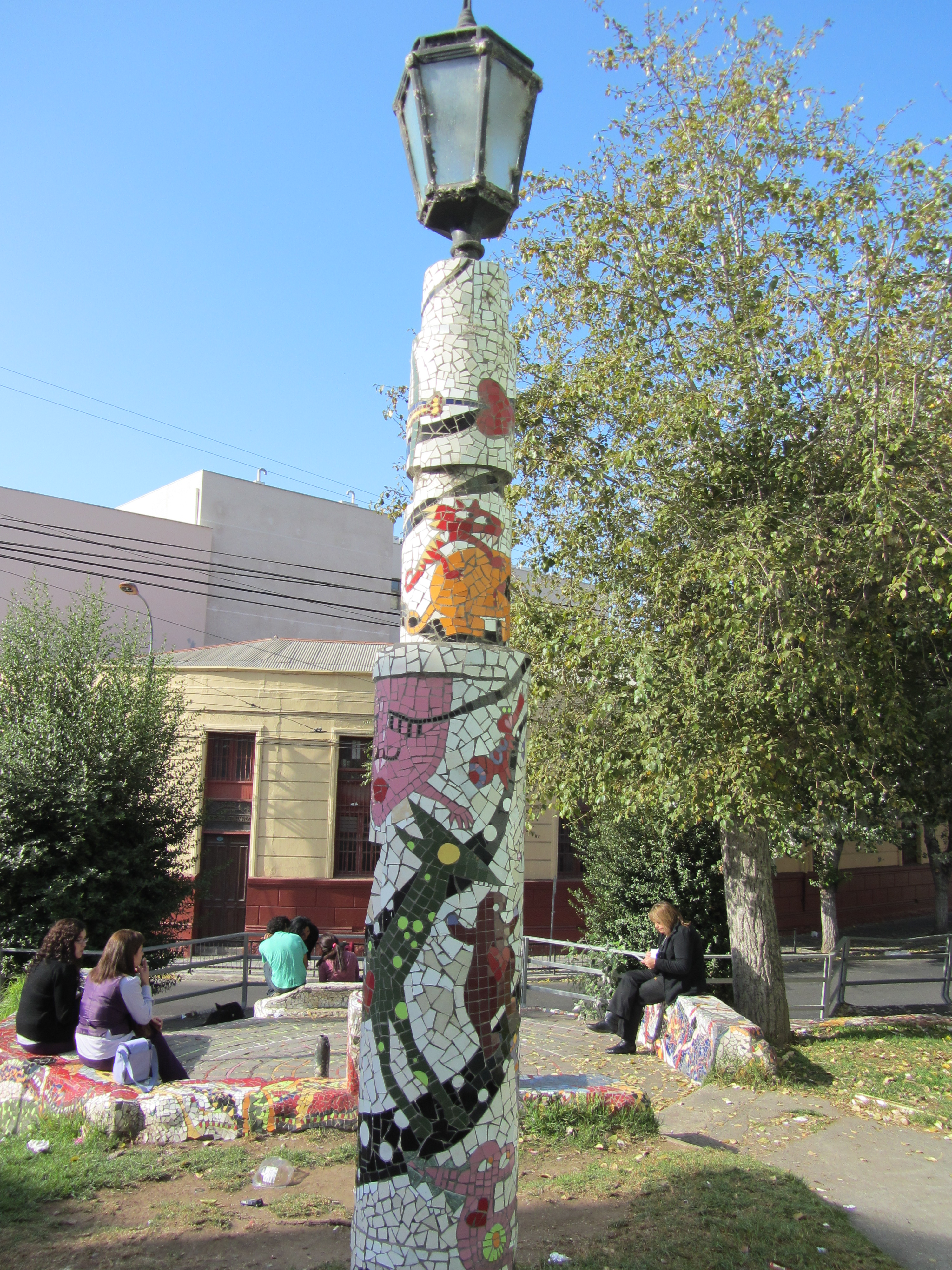
Farol
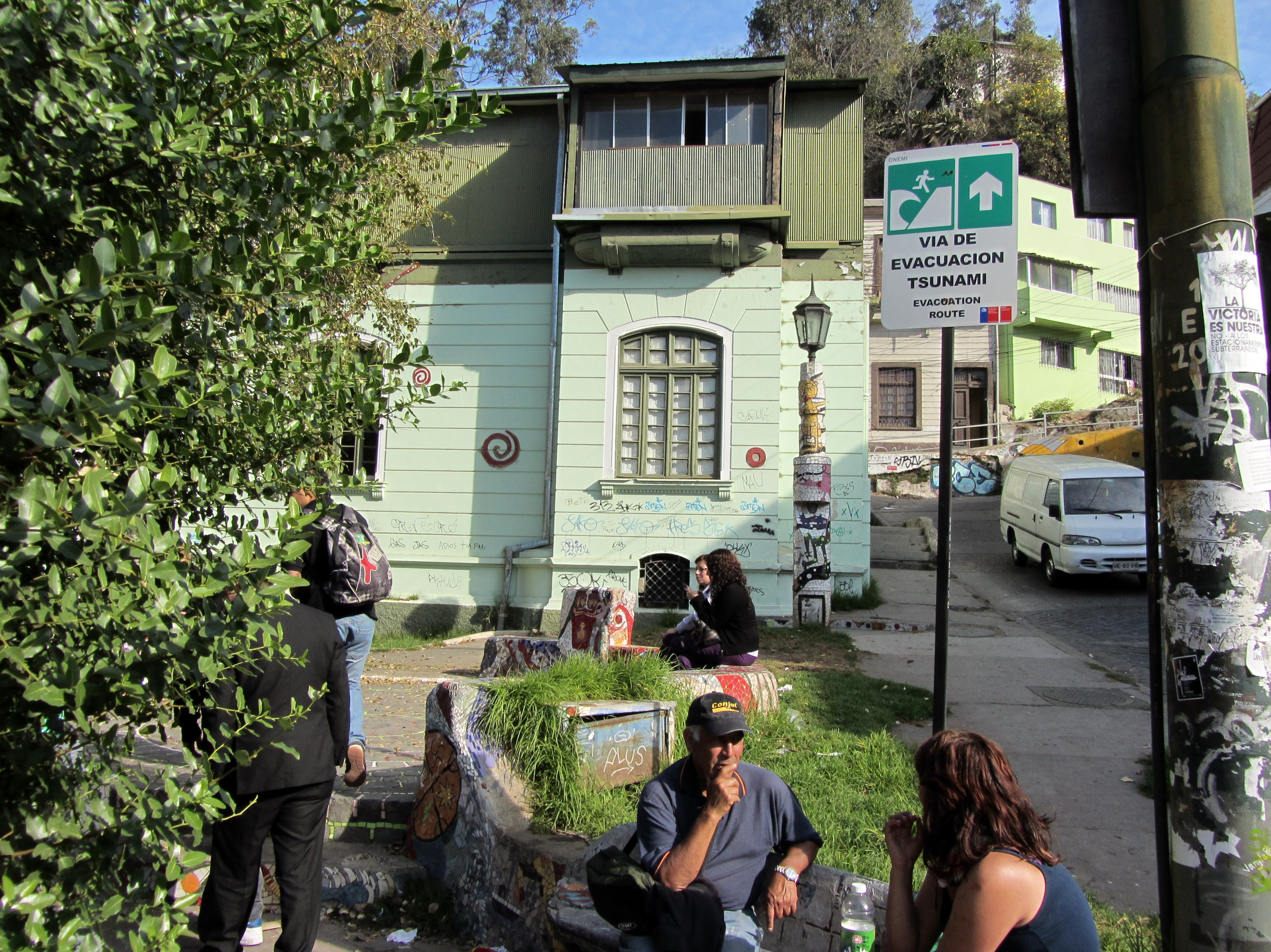
Vía de evacuación en caso de tsunami
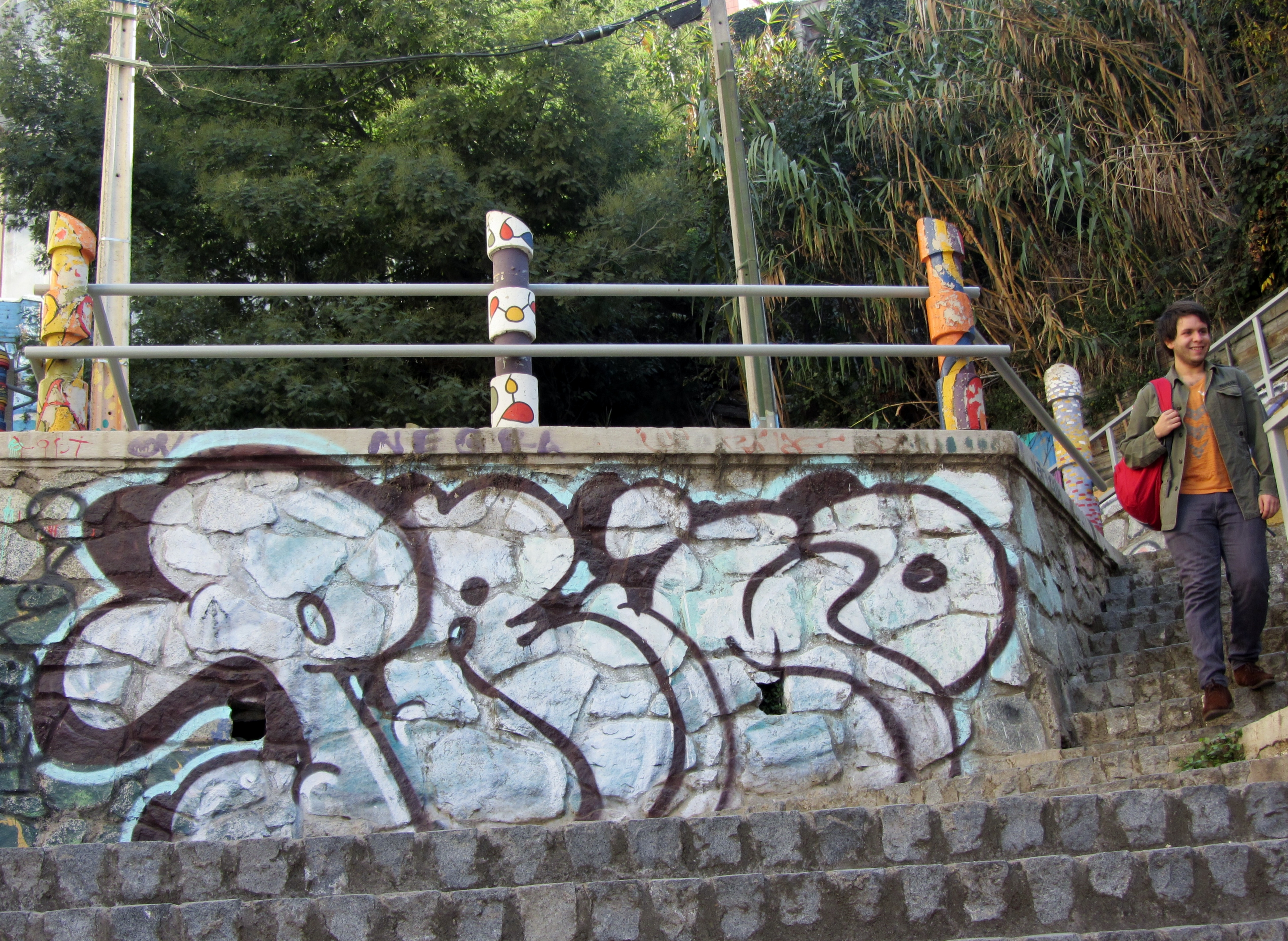
Escaleras
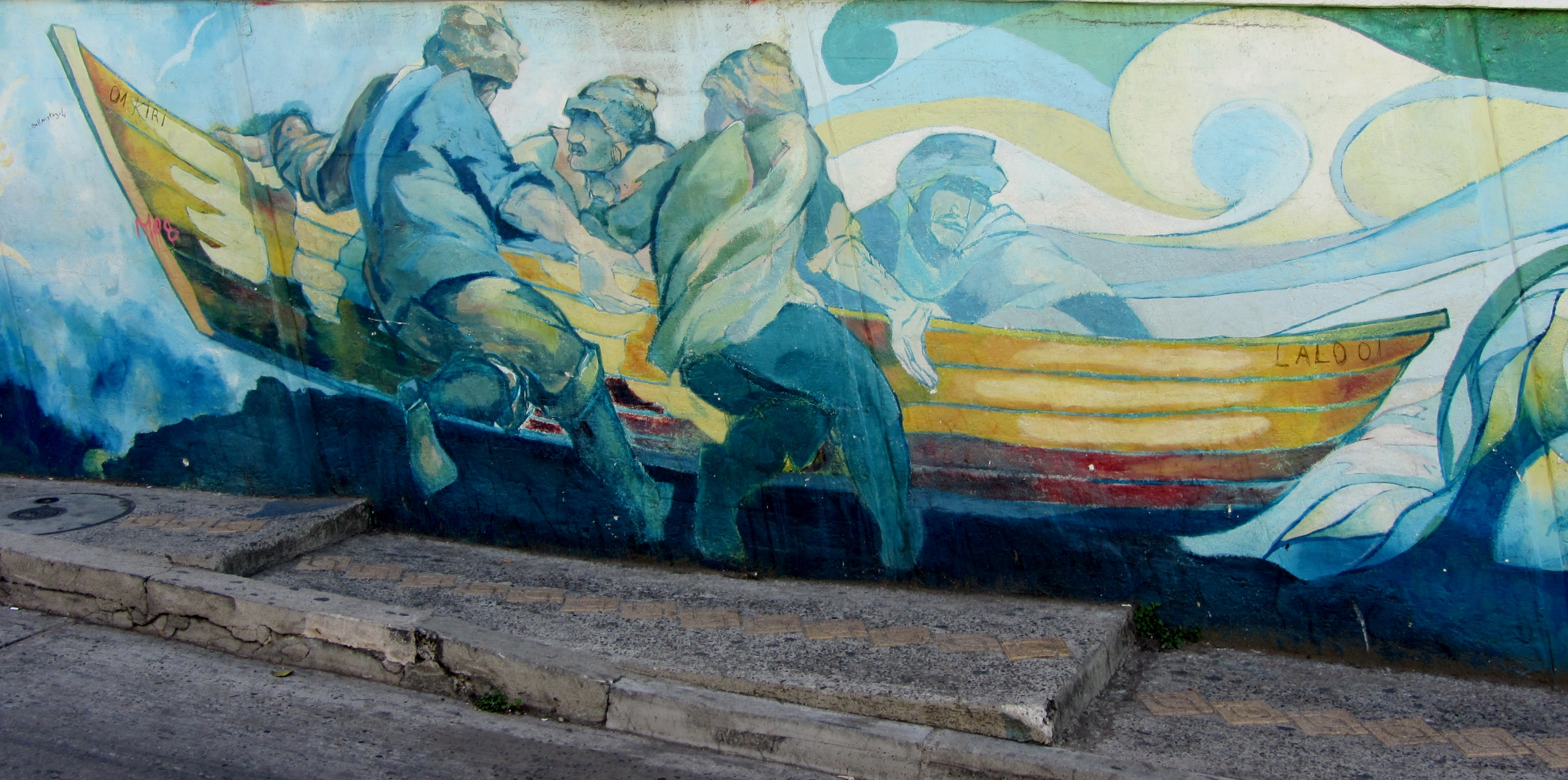
Detalle de mural en Ferrari
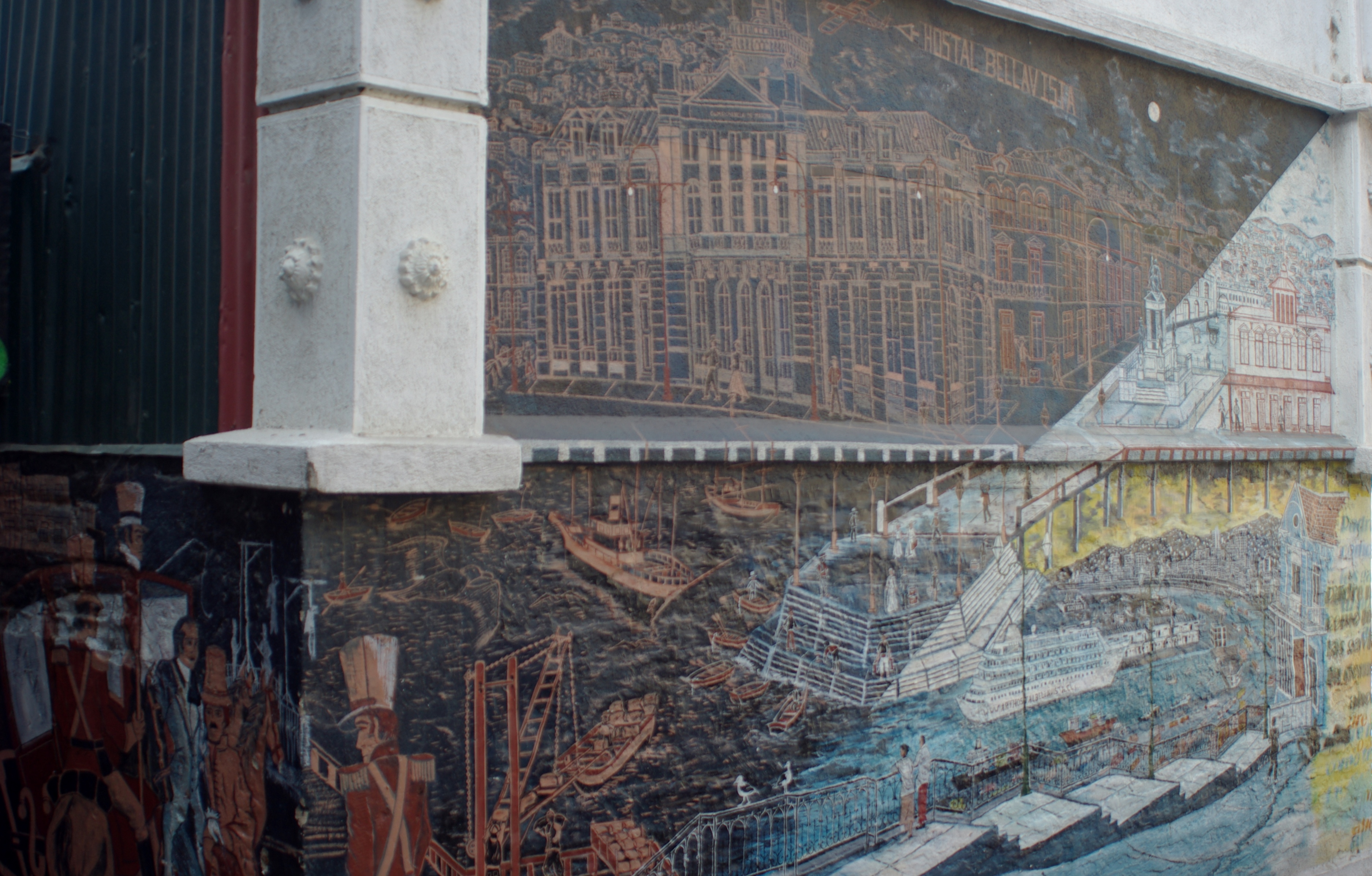
Mural en Ferrari
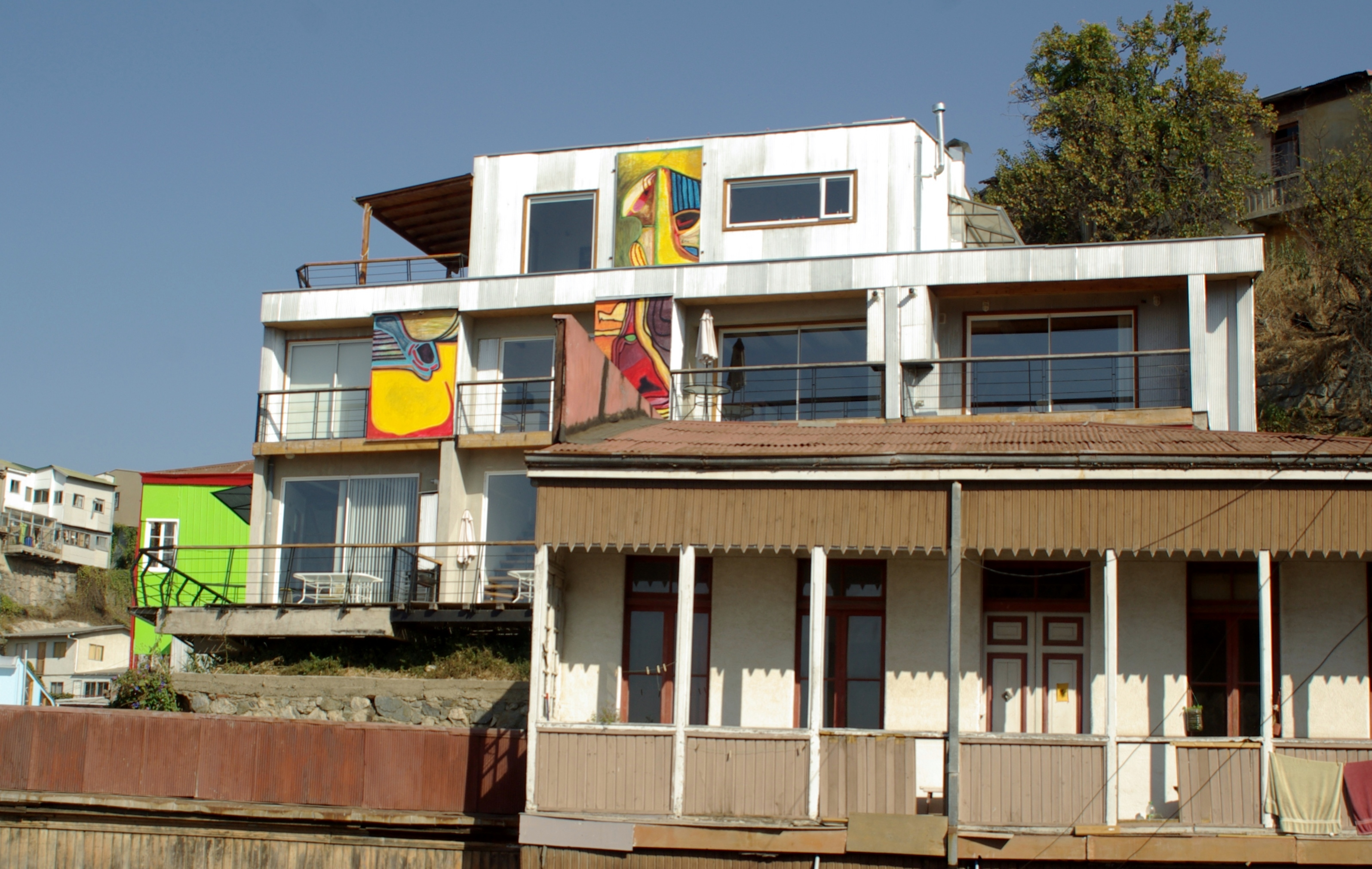
Ecco murals de David Ellis
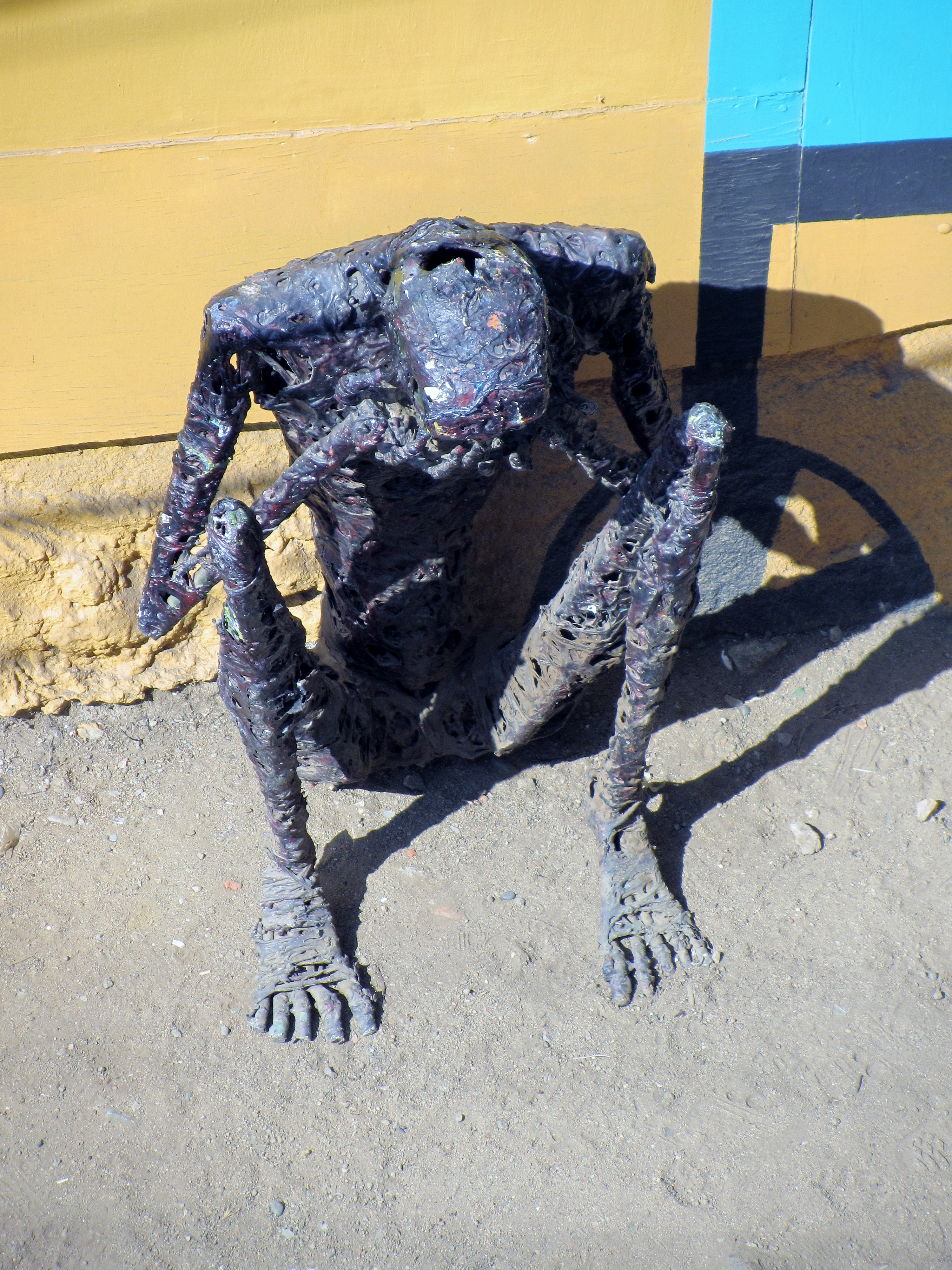
Escultura
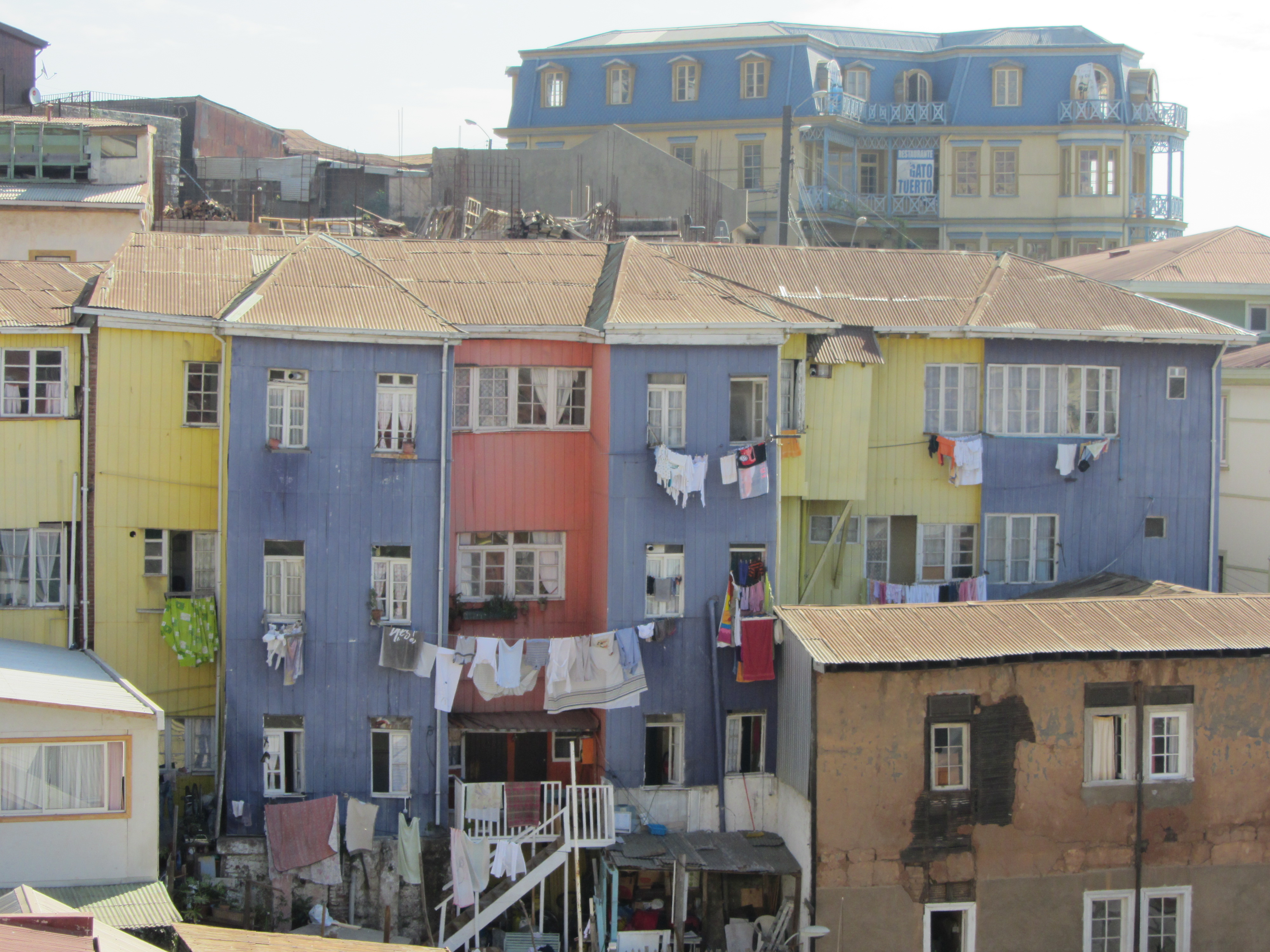
Casas